# Verwaltungsgemeinschaft Lützen
Die Verwaltungsgemeinschaft Lützen im Landkreis Weißenfels in Sachsen-Anhalt (Deutschland) war der Zusammenschluss der Gemeinden Großgörschen, Lützen (Stadt und Verwaltungssitz), Poserna, Rippach, Röcken, Sössen und Starsiedel.
Die seit dem 31. August 1992 bestehende Verwaltungsgemeinschaft wurde am 1. Januar 2005 aufgelöst und zusammen mit der ebenfalls aufgelösten Verwaltungsgemeinschaft Wiesengrund zur neuen Verwaltungsgemeinschaft Lützen-Wiesengrund zusammengefasst.